# الظاهرة العليا
الظاهرة العليا قرية سوريّة تتبع إداريّاً لمحافظة حلب منطقة عفرين ناحية معبطلي، بلغ تعداد سكانها 208 نسمة حسب التعداد السكاني لعام 2004.